# Contea di Conejos
La contea di Conejos (in inglese Conejos County) è una contea dello Stato del Colorado, negli Stati Uniti. La popolazione al censimento del 2000 era di 8 400 abitanti. Il capoluogo di contea è Conejos.

## Geografia
La contea si trova nel sud dello Stato, al confine con il Nuovo Messico. Il territorio è principalmente semi-desertico, ma parte è anche ricoperto da foreste.

### Contee confinanti
- Contea di Rio Grande - nord
- Contea di Alamosa - nord-est
- Contea di Costilla - est
- Contea di Taos (Nuovo Messico) - sud-est
- Contea di Rio Arriba (Nuovo Messico) - sud
- Contea di Archuleta - ovest

## Storia
L'area era abitata da molto tempo prima che arrivassero i coloni europei, principalmente dai nativi Ute, ma anche da Navajo, Apache e Comanche. Gli spagnoli furono i primi ad esplorare quest'area a fine XVI secolo. Nel 1848 l'area passò dal Messico agli Sati Uniti. Nel 1861 la contea divenne una delle contee originarie del Colorado ed assunse i confini attuali nel 1885. Fu chiamata così per la presenza di diversi conejos nella zona (in spagnolo: "conigli").

## Towns
- Antonito
- La Jara
- Manassa
- Romeo
- Sanford

Conejos, il capoluogo, è un centro abitato non incorporato.